# Vienna Ramblocks
I Vienna Ramblocks sono stati una squadra di football americano di Vienna, in Austria. Sono stati attivi negli anni '80.

## Dettaglio stagioni

### Amichevoli
| Stagione | Vin | Par | Per | Tot | PF | PS | avversaria  |
| -------- | --- | --- | --- | --- | -- | -- | ----------- |
| 1984     | 1   | 0   | 0   | 1   | 14 | 0  | Linz Rhinos |
| Totale   | 1   | 0   | 0   | 1   | 14 | 0  |             |

### Tornei nazionali

#### Campionato

##### AFL
| Stagione | regular season | regular season | regular season | regular season | regular season | regular season | playoff | playoff | playoff | playoff | playoff | playoff    | playoff     |
|          | Vin            | Par            | Per            | Tot            | PF             | PS             | Vin     | Per     | Tot     | PF      | PS      | risultato  | avversaria  |
| -------- | -------------- | -------------- | -------------- | -------------- | -------------- | -------------- | ------- | ------- | ------- | ------- | ------- | ---------- | ----------- |
| 1984     | 3              | 0              | 5              | 8              | 134            | 202            | 0       | 1       | 1       | 20      | 46      | Semifinale | Graz Giants |
| 1985-86  | 1+?            | 0+?            | 1+?            | 8              | 30+?           | 56+?           | -       | -       | -       | -       | -       | -          | -           |
| 1987     | 5              | 0              | 5              | 10             | ?              | ?              | -       | -       | -       | -       | -       | -          | -           |
| 1988     | ?              | ?              | ?              | 8              | ?              | ?              | -       | -       | -       | -       | -       | -          | -           |
| Totale   | 9+?            | 0+?            | 11+?           | 34             | 164+?          | 258+?          | 0       | 1       | 1       | 20      | 46      |            |             |

Fonti: Enciclopedia del Football - A cura di Massimo Mezzetti

### Riepilogo fasi finali disputate
| Anno          | Luogo | Evento                   | Fase del torneo | Incontro                       | Risultato |
| 8 luglio 1984 | Graz  | Austrian Football League | Semifinale      | Graz Giants - Vienna Ramblocks | 46 - 20   |